# Лимонаденият Джо
„Лимонаденият Джо или Конска опера“ (на чешки: Limonádový Joe aneb Koňská opera) е чехословашки филм – музикална уестърн комедия от 1964 година на режисьора Олдржих Липски. В България филмът е известен под името „Лимонаденият Джо“.
Сценарият на Липски и Иржи Бърдечка е базиран на романа и пиесата на Бърдечка. Филмът е пародия на традиционните уестърни, а в центъра на сюжета са усилията на главния герой да забрани продажбата на алкохол в градче в Дивия Запад, за да продава по-добре своята безалкохолна напитка. Главните роли се изпълняват от Карел Фиала, Милош Копецки, Квета Фиалова, Олга Шоберова.

## Сюжет
Внимание:  Текстът по-долу разкрива сюжета на произведението (или части от него)!
В неизвестното градче Стетсън сити в Дивия Запад, животът на местното население минава ден за ден на принципа „Кой кого ще застреля по-рано“. В бара обаче пристига момък на име Лимонадения Джо, който поставя на място един от местните бандити, прострелвайки копчетата на панталоните му. На другите пияни побойници Джо препоръчва да пият вместо уиски „Колалокова лимонада“, защото по думите му: „Мухи право да биеш, Колалока трябва да пиеш.“. Джо язди бял кон и не пие нищо друго, освен лимонада, откъдето е получил прякора си. Той защитава закона, бори се срещу несправедливостта и в същото време е търговски агент на лимонадената фирма на баща си, господин Колалок. Джо, заедно с бащата на очарователната блондинка Уинифред, когото е спасил от хулигани и насилници, редовни посетители на бара на Дъг Бадман, отваря свой безалкохолен бар. Бизнесът им процъфтява, между тях и Дъг Бадман започва жестока конкуренция, което води до непредсказуеми, но забавни последици.

## Актьорски състав
- Карел Фиала – Лимонаденият Джо
- Милош Копецки – Хораций Бадман, известен като „Хогофого“
- Квета Фиалова— Торнадо Лу
- Олга Шоберова – Уинифред Гудман
- Рудолф Дейл – Дъг Бадман
- Валдемар Матушка – Панчо Кид
- Карел Ефа – Панчо Кид
- Йозеф Хлиномаз – стрелеца Гримпо
- Владимир Меншик – барман
- Милош Недбал – играч на карти
- Милош Ваврушка – бандит
- Бохуслав Загорски – Езра Гудман, баща на Уинифред

Песните са в изпълнение на Ивета Симонова, Ярмила Весела, Карел Гот, Милош Копецки и Валдемар Матушка.

## Награди
- 1964 г. – „Сребърна раковина“ на 12-ия кинофестивал в Сан Себастиан.
- 1967 г. – „Сфинкс“ за Милош Копецки за ролята на злодея Хораций на международния кинофестивал в Панама.